# Lachlan Watson

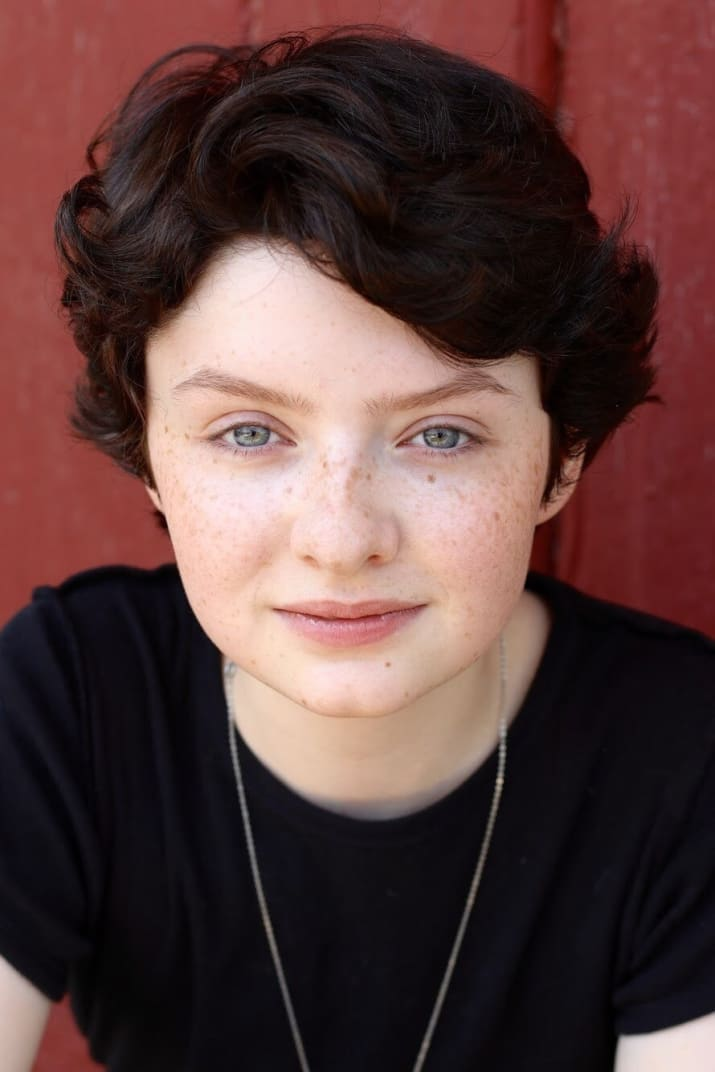
Lachlan Watson (2021)

Lachlan Watson (* 2001 in Raleigh, North Carolina) ist US-amerikanischer Nationalität und schauspielerisch tätig, bekannt geworden durch das Debüt in der Netflix-Serie Chilling Adventures of Sabrina als Susie/Theo Putnam.

## Leben
In Raleigh aufgewachsen, erlangte Watson 2018 einen Schulabschluss durch ein Hausunterricht-Programm.
Watson begann das Schauspielern als Kind am Burning Coal Theatre, wo die Mutter arbeitete. Watson wurde in der Triangle Theaterszene aktiv und gelangte an kleinere Rollen in den Fernsehsendungen Nashville und Drop Dead Diva. 2015 war Watson Teil der Raleigh Little Theatre’s Produktion von William Shakespeares Much Ado About Nothing („Viel Lärm um nichts“).
2016 erhielt Watson nach Einsendung einer Probeaufnahme bei einem landesweiten Castingaufruf eine feste Rolle in der Netflix-Serie Chilling Adventures of Sabrina. Watson spielt die Rolle des genderqueeren Charakters Theo Putnam (vorher „Susie“) und erklärte, dass, um den Charakter und die Art und Weise, wie die Handlung des Charakters geschrieben wird, zu formen, um bei den genderqueeren Zuschauern Anklang zu finden, auf eigene Erfahrungen zurückgegriffen wurde. Zur Zeit des Debüts in Chilling Adventures of Sabrina war Watson eine der jüngsten schauspielenden Personen Hollywoods, die sich selbst als nichtbinär identifizierten. In der zweiten Staffel outet sich Watsons Charakter als Transmann und ändert seinen Namen von Susie zu Theo.
Im November 2018 wurde Watson in einer Netflix-Produktion mit dem Titel What I Wish You Knew: About Being Nonbinary vorgestellt, wo zusammen mit anderen nichtbinären Prominenten wie Liv Hewson, Jacob Tobia und Shiva Raichandani diskutiert wurde. 2022 wirkte Watson an der Serie Chucky mit in einer Doppelrolle als nichtbinäre Zwillinge Glen und Glenda.
Watson bekennt sich zum Feminismus, identifiziert sich ausdrücklich als nichtbinär und in erotischer Hinsicht als pansexuell; in Bezug auf sich beansprucht Watson das geschlechtsneutrale Pronomen they/them (im Deutschen nicht übersetzbar).

## Filmografie
- 2017: Nashville (Fernsehserie, 2 Folgen)
- 2018–2020: Chilling Adventures of Sabrina (Fernsehserie, 35 Folgen)
- 2022: Chucky (Fernsehserie, 6 Folgen)
- 2023: Only the Good Survive
- 2024: Y2K